# 任思忠
任思忠（1918年—2004年），四川省达县人。中国人民解放军少将。

## 生平
早年参加中国工农红军、长征。抗日战争，担任延安抗战剧社队长、延安部队艺术学校政治协理员兼总支书记。第二次国共内战，担任承德卫戍区政治部主任兼热河军区警卫团政委、东北人民自治军16旅46团政委兼团长、东北野战军第8纵队24师71团政委、24师政治部主任。第四野战军45军135师政治部主任。后参加朝鲜战争，任广州军区政治部主任、政委，济南军区政委。1961年，晋升少将军衔。荣获二级八一勋章、二级独立自由勋章、二级解放勋章和一级红星功勋荣誉章。曾任中国共产党第九、十、十一届中央委员。